# Terminal Frost
Terminal Frost è un brano musicale del gruppo progressive rock inglese Pink Floyd, contenuto nell'album A Momentary Lapse of Reason; è un pezzo strumentale ed è la nona traccia del disco. Il brano è stato scritto da David Gilmour.